# Радиоочерк
Радиоо́черк — один из документально-художественных жанров в радиожурналистике.
Радиоочерк, занимающий ведущие позиции среди документально-художественных жанров на радио, берёт своё начало в газетном очерке. Радио здесь выступило в роли нового вида коммуникации, вызвав первоначальную адаптацию газетного очерка. Литературный текст был вынужден приспосабливаться к звучанию посредством употребления разговорной лексики и иного построения самой фразы, предназначенной уже для чтения и слухового восприятия. Важным фактором выступило обогащение чтения интонациями живой речи.
Когда началось освоение звукозаписи на радио, для радиоочерка стали доступны документальная предварительная запись и монтаж, что придало жанру в свою очередь новое качество. Постепенное расширенное применения очерка в радиоэфире связано с его активным освоением акустических выразительных средств вещания. Его развитие было обусловлено конкретными задачами, которые ставила советская пропаганда на разных этапах истории государства. В основном это касалось изменения содержательной составляющей жанра.
Радиоочерк является синтетическим жанром ввиду включения в себя элементов других жанров: интервью, зарисовки, репортажа. Причина этого лежит в полифункциональности радиоочерка и использовании разных методов для решения его задач. Структурно радиоочерк делится на два речевых потока: собственно литературный (написанный заранее текст) и спонтанный, импровизированный (беседа с героем). Литературная составляющая служит уплотнению текста и использованию всех художественных средств языка. Живую речь отличает эмоциональность, непосредственность, передача чувств говорящего.
Помимо выразительных средств радиовещания, как то звучащее слово, музыка, шумы и монтаж, для радиоочерка важную роль играют сюжет и композиция, призванные раскрыть содержание и выстроить всё в единое целое. Свою ценность для творческого процесса имеют все его этапы: выбор героя, сбор материала, беседы с ним и другими персонажами, создание текста, запись материала в студии. 
Функции радиоочерка:
- социально-педагогическая (воспитательная);
- образовательная;
- познавательная.

Тесное переплетение данных функций определяет как предмет жанра радиоочерка, так и методы работы журналиста. Так, радиоочерк рассматривает человека, его социальный характер либо социальные проблемы, нашедшие выражение в действиях людей. Необходимость рассказать о человеке, его делах и внутреннем мире предопределяет методы журналиста. В. В. Смирнов включает в их число «наблюдение, изучение подсобных материалов (печатных источников, документов и т. д.), беседы с самим героем и теми людьми, кто хорошо его знает, авторские размышления о времени, пропущенные через личное восприятие».
Широкий охват материала, характерный для радиоочерка, выражается в практически неограниченном объёме времени и пространства, которыми оперирует автор, которые выражены в тексте. Использование времени и пространства обусловлено творческой задачей, которую перед собой ставит журналист: через выявление характерных черт личности отобразить те важные процессы, которые происходят в современном ему обществе. Отсюда интерес к человеку как к носителю определённых социальных качеств и одна из главных проблем, стоящих перед автором радиоочерка: значимость и масштабность материала должна сочетаться с показом определённых черт человека, его характерных деталей.
Основными разновидностями радиоочерка являются портретный, проблемный и путевой. Портретный радиоочерк является наиболее распространённой разновидностью жанра, так как он направлен на решение главной своей задачи — воспитательной. Объектом интереса журналиста могут выступить как «герои своего времени», так и самые простые люди. В проблемном очерке на первый план выходят злободневные вопросы общественной жизни, нравственная позиция людей. Основой путевому очерку служит увиденное и услышанное в движении, а также свидетельства очевидцев. Главной составляющей в нём является автор со своими наблюдениями, замечаниями, репликами и размышлениями, а также важную роль в путевом очерке играет музыка. 
В этом жанре документально-художественной публицистики оставили заметный след такие мастера эфира, как Л. Азарх, Ю. Гальперин, Е. Ефремова, Н. Киселёва, М. Лагун, Ю. Летунов, Б. Лещинский, Л. Маграчёв, Б. Михайлов, А. Ревенко. 